# Cristina Homem de Mello
Cristina Homem de Mello (Cristina Lestouquet Homem de Mello, São Domingos de Benfica, 25 de setembro de 1965) é uma atriz portuguesa.

## Carreira[1]

### Televisão
| Ano         | Projeto                 | Papel                       | Notas                   | Canal |
| ----------- | ----------------------- | --------------------------- | ----------------------- | ----- |
| 1988        | Os Homens da Segurança  | Catarina                    | Elenco Principal        | RTP1  |
| 1988        | A Tia Engrácia          |                             |                         | RTP1  |
| 1988        | Sétimo Direito          | Violeta                     | Participação Especial   | RTP1  |
| 1989        | Ricardina e Marta       | Vevinha                     | Elenco Principal        | RTP1  |
| 1989        | Caixa Alta              | Jornalista                  | Elenco Adicional        | RTP1  |
| 1990        | Euronico                | Vários personagens          | Elenco Adicional        | RTP1  |
| 1991        | O Veneno do Sol         | Leonor                      | Elenco Principal        | RTP1  |
| 1991        | A Árvore                | Luísa                       | Elenco Principal        | RTP1  |
| 1992        | O Quadro Roubado        | Isabel                      | Elenco Principal        | RTP1  |
| 1992        | Os Melhores Anos        | Cristina                    | Elenco Adicional        | RTP1  |
| 1994        | O Rosto da Europa       | vários personagens          | Elenco Principal        | RTP1  |
| 1999        | Major Alvega            | Miss Makelove               | Elenco Principal        | RTP1  |
| 1999        | O Dragão do Fumo        | Rita Carreira               | Protagonista            | RTP1  |
| 2002        | O Crime                 | Cristina Lencastre          | Protagonista            | RTP1  |
| 2004 - 2005 | Baía das Mulheres       | Graça Botelho Magalhães     | Protagonista            | TVI   |
| 2005 - 2006 | Mundo Meu               | Helena Moura                | Elenco Principal        | TVI   |
| 2006 - 2007 | Tempo de Viver          | Sara Mendes Cardoso         | Elenco Principal        | TVI   |
| 2008 - 2009 | Flor do Mar             | Pilar Azevedo Andrade       | Elenco Principal        | TVI   |
| 2009 - 2010 | Meu Amor                | Fernanda Lopes Fonseca      | Elenco Principal        | TVI   |
| 2011        | Conta-me como Foi       | Esperança                   | Participação Especial   | RTP1  |
| 2011        | Liberdade 21            | Maria Mateus                | Elenco Adicional        | RTP1  |
| 2011        | Vidas a Crédito         | Sofia                       | Protagonista            | RTP1  |
| 2011 - 2012 | Anjo Meu                | Felicidade Vicente Sardinha | Elenco Principal        | TVI   |
| 2012 - 2013 | Dancin' Days            | Teresa Sousa Prado          | Elenco Principal        | SIC   |
| 2014 - 2015 | Mulheres                | Ester Pimenta               | Elenco Principal        | TVI   |
| 2015 - 2016 | Santa Bárbara           | Teresa Neves                | Elenco Principal        | TVI   |
| 2016        | Dentro                  | Lurdes Patrício             | Elenco Adicional        | RTP1  |
| 2016 - 2017 | Rainha das Flores       | Rute Barros                 | Elenco Principal        | SIC   |
| 2017        | Vidago Palace           | Júlia                       | Elenco Principal        | RTP1  |
| 2017 - 2018 | Espelho d'Água          | Luísa Ferreira              | Co-Protagonista         | SIC   |
| 2018 - 2019 | Alma e Coração          | Eduarda Lopes               | Elenco Principal        | SIC   |
| 2021 - 2022 | A Serra                 | Helena «Lena» Rasteiro      | Elenco Principal        | SIC   |
| 2023 - 2024 | Flor sem Tempo          | Vitória Torres              | Antagonista             | SIC   |
| 2023        | O Clube (4.ª temporada) | Mãe de Madalena             | Elenco Adicional (OPTO) | SIC   |
| 2025        | Vitória                 |                             | Elenco Principal        | SIC   |

### Cinema
- 2018 : Linhas de Sangue